# Zenón Martínez García

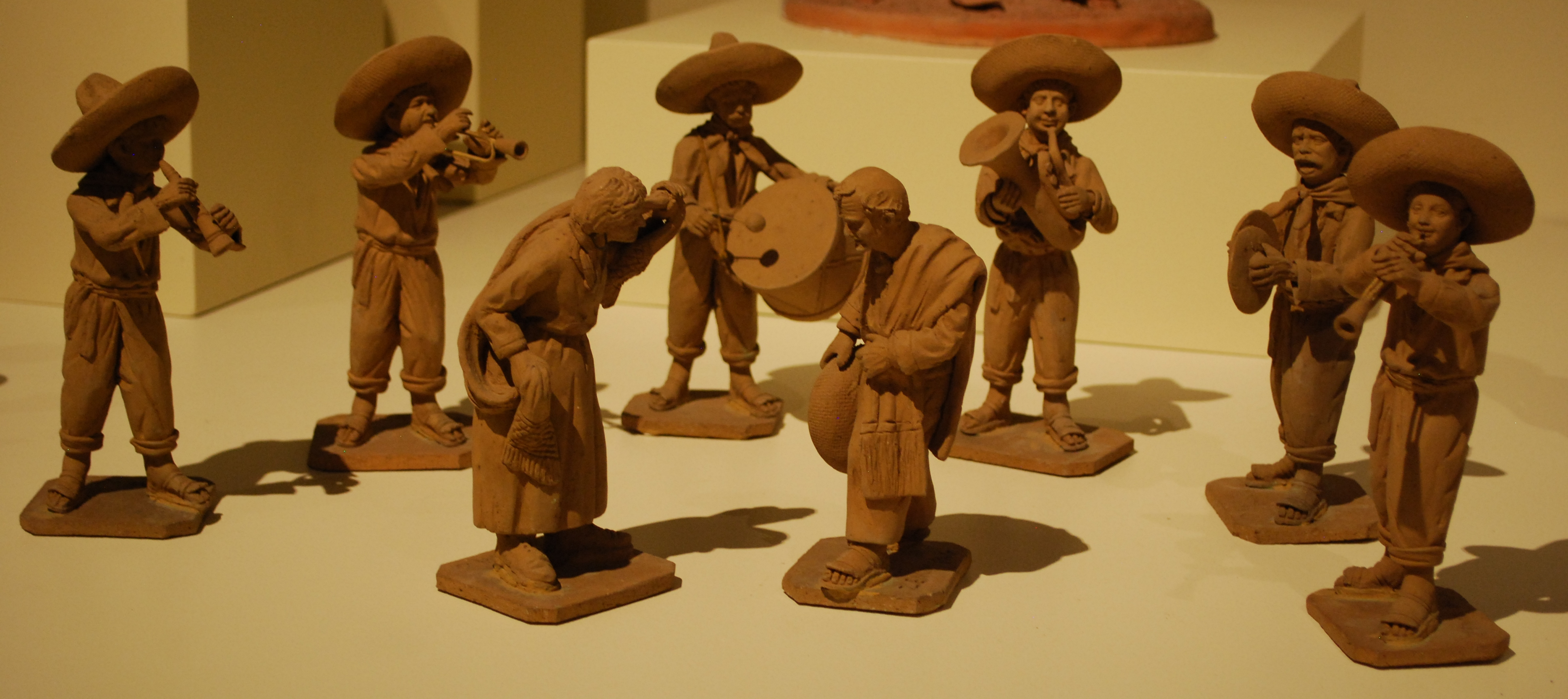
Estatuillas "Bodas de Oro" en el Museo de Arte Popular en la Ciudad de México.

Zenón Martínez García (murió en 2010) fue un alfarero mexicano de Tlaquepaque, Jalisco reconocido por sus estatuillas.
El trabajo de Martínez García fue distinguido por su realismo y sus rostros expresivos. Su obra más notable fue el de Belenes. Creó al menos dieciocho colecciones básicas diferentes, desde la mayor vestimenta tradicional mexicana chiapaneca, huichola o azteca, además de charros, campesinos y más. Además, realizó figuras individuales, basadas en la tradición Mexicana, incluidos toreros, hombres manipulando gallos de pelea, vendedores ambulantes, carboneros, granjeros y más.
Realizaba sus figuras de una fina arcilla blanca, mezclada con un negro pegajoso, ambos obtenidos localmente. Es limpiada y mezclada a mano de manera correcta en su taller, incluso pisan los lotes de arcilla para eliminar las burbujas de aire. Las figuras son moldeadas a mano, encima de un alambre enmarcado para apoyarse, cada uno con diferente cara y expresión. Sus pinturas tienen como agentes colorantes la yema de huevo, aceite y agua, los cuales generan un acabado mate. Algunos elementos como los ojos y el cabello son barnizados para que tengan un brillo.
La mayoría de sus mercancías son vendidas en su ciudad natal de Tlaquepaque, pero pasa la Navidad en la Ciudad de México vendiendo sus nacimientos en la feria de artesanías en el barrio de Balbuena.
El trabajo de Martínez García recibió numerosos premios y reconocimientos en Tlaquepaque y en otras partes de México. Fue nombrado “Gran Maestro” en el 2001 por el Fomento Cultural Banamex. En el 2006, ganó el Galardón Ángel Carranza del Premio Nacional de la Cerámica (National Ceramics Prize). También recibió un reconocimiento póstumo de la Comisión de Fomento Artesanal del estado de Jalisco en el 2011.